# Michael Johansson (ishockeyspelare)
Michael Johansson, född 23 september 1974 i Ängelholm är en före detta svensk ishockeyspelare som inledde sin karriär i moderklubben Rögle BK säsongen 1993/1994.
Michael spelade kvar i Rögle BK fram till säsongen 1996/1997 då klubben ramlade ur elitserien.
Därefter spelade Michael fyra säsonger i Finlands högsta division FM-ligan för klubbarna Pelicans och SaiPa.
Under säsongen 1999/2000 återvände han i slutet av säsongen till svensk hockey och spelade för Södertälje SK i superallsvenskan.
Säsongen 2000/2001 var han tillbaka i Rögle BK som då spelade i allsvenskan. Där gjorde Michael en mycket bra säsong och värvades säsongen efter av AIK som då fortfarande spelade i elitserien.
Säsongen 2001/2002 blev Michaels bästa säsong i elitserien då han gjorde 13 mål,18 assist =31 poäng.AIK ramlade dock ur elitserien och då värvades Michael av Luleå HF där det endast blev spel i 17 matcher innan han fick en korsbandsskada som var så illa att karriären var över.

## Klubbar
- Rögle BK 1993–1996, 1997–1998, 2000–2001
- SaiPa 1996–1998
- Pelicans 1998–2000
- Södertälje SK 1999–2000
- AIK 2001–2002
- Luleå HF 2002–2003